# Spadafora San Pietro
Spadafora San Pietro è stato un comune italiano.
Fu soppresso nel 1880 e aggregato a Milazzo.